# Michaël Clepkens
Michaël Clepkens (30 januari 1986) is een Belgisch voetbaldoelman. 

## Carrière
Clepkens begon zijn carrière bij Diegem Sport. In 2008 stapte hij over naar RC Mechelen dat toen in derde klasse uitkwam. Bij deze ploeg groeide hij uit tot een vaste waarde. In 2009 behaalde Clepkens met de Mechelse club de kwartfinales van de Beker van België nadat hij enkele strafschoppen stopte en zelf de beslissende penalty omzette. Een jaar later versierde hij een transfer naar fusieclub KVRS Waasland - SK Beveren waarmee hij een divisie hoger speelt, in de tweede klasse. Ook hier geldt hij als eerste keeper. Met Waasland-Beveren had hij in 2010-2011 gedurende lange tijd uitzicht op promotie. In het seizoen 2011-2012 was het wel prijs. Op 20 mei stelde Beveren de promotie veilig na een gelijkspel tegen Oostende.
Ondanks de concurrentie van Club Brugge-huurling Colin Coosemans behield hij zijn basisstel bij de neo-eersteklasser tot eind oktober 2012. Op de dertiende speeldag postte trainer Dirk Geeraerd Coosemans in het doel. Ook nieuwe coach Glen De Boeck, die de ontslagen Dirk Geeraerd verving, koos voor Coosemans onder de lat. Aan het einde van het seizoen 2012/13 raakte bekend dat Clepkens vertrekt, wellicht naar een Belgische tweedeklasser.
Clepkens heeft op 20 november 2013 de overstap van Waasland-Beveren naar KV Kortrijk gemaakt. KV Kortrijk was op zoek naar een nieuwe doelman, na de blessure van Rémi Pillot. Omdat de ploeg met een keepersprobleem zat, heeft de Belgische bond het licht op groen gezet voor de overgang van Clepkens. In Kortrijk gaat Clepkens de concurrentie aan met Darren Keet. Op 1 februari 2014 debuteerde hij er tegen zijn ex-ploeg Waasland-Beveren.

In 2018 werd Clepkens getransfereerd naar Royal F.C. Knokke, in juli 2019 trok hij naar S.K. Londerzeel. Ook daar bleef hij slechts één seizoen, en in 2020 tekende hij bij R.S.D. Jette in 3e amateur. De club promoveerde naar 2e amateur, maar Clepkens, lange tijd geblesseerd, kwam nog nauwelijks aan spelen toe. In het seizoen 2021-2022 speelde hij 6 wedstrijden voor R.S.D. Jette. 